# اتاجیما، هیروشیما
اتاجیما در استان هیروشیما در کشور ژاپن واقع شده است که دارای جمعیت ۲۸٬۶۰۱ نفر و مساحت ۱۰۰٫۹۷ کیلومتر مربع با تراکم جمعیت ۲۸۳ نفر در کیلومترمربع است و در تاریخ ۱ نوامبر ۲۰۰۴ به عنوان شهر شناخته شد.